# Passmore Williamson
Passmore Williamson (Contea di Chester (Westtown Township), 23 febbraio 1822 – Upper Darby, 1º febbraio 1895) è stato un mercante, avvocato, un abolizionista e uomo d'affari americano di Filadelfia, Pennsylvania statunitense, uno Stato libero negli anni dell'antebellum. Segretario della Pennsylvania Anti-Slavery Society e membro del suo Comitato di vigilanza, Williamson è noto soprattutto per aver aiutato Jane Johnson e i suoi due figli a emanciparsi dalla schiavitù il 18 luglio 1855.
In un caso che stabilì un precedente legale, gli fu notificato un mandato di habeas corpus dal Tribunale distrettuale degli Stati Uniti di John K. Kane, ai sensi della Legge sugli schiavi fuggitivi del 1850, perché presentasse la Johnson e i suoi due figli in tribunale. Non sapendo dove fossero detenuti, non poté rispondere; il giudice Kane lo accusò di oltraggio alla corte e lo condannò a 90 giorni.
L'incarcerazione di Williamson ampliò notevolmente la copertura mediatica del caso e generò un dibattito sull'estensione del "potere schiavista" rispetto alla legge statale, poiché la Pennsylvania non riconosceva la schiavitù. La Pennsylvania sosteneva che i proprietari di schiavi dovessero rinunciare ai loro diritti di proprietà sugli schiavi se li portavano in quello Stato; se lo schiavo sceglieva la libertà, lo Stato avrebbe appoggiato tale decisione e non avrebbe risarcito il proprietario. Pertanto la Johnson non era letteralmente una fuggitiva, poiché aveva ottenuto la libertà nello Stato secondo la legge statale, dopo che John Hill Wheeler l'aveva volontariamente portata con sé nel corso del suo viaggio.

## Primi anni di vita e formazione

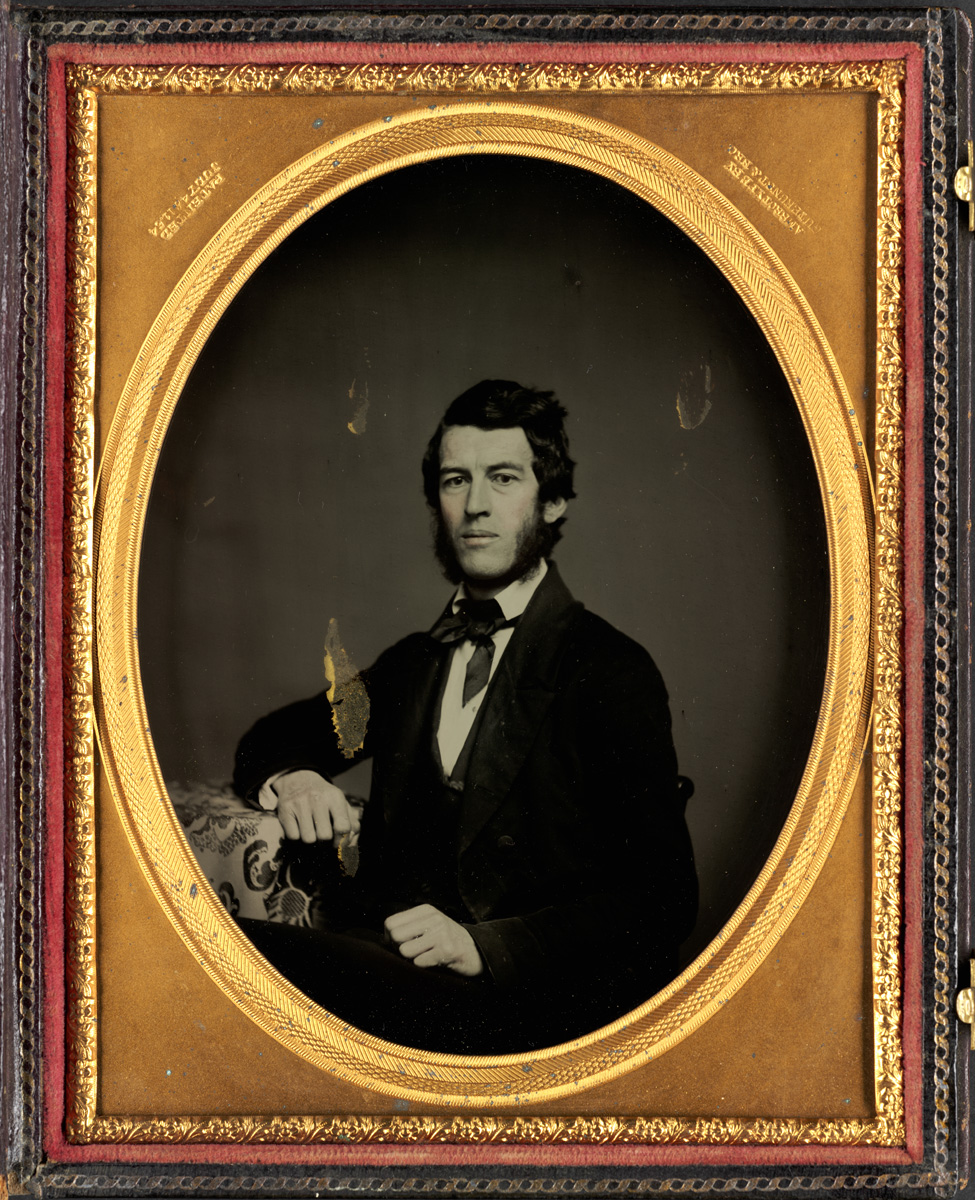
Williamson, 1856-60 circa

Passmore Williamson nacque nel 1822 come figlio di Thomas ed Elizabeth (Pyle) Williamson, una famiglia quacchera di Westtown Township, Contea di Chester, Pennsylvania. Aveva anche due sorelle. Negli anni '40 del XIX secolo, la sua famiglia si trasferì dalla Contea di Chester alla città di Filadelfia. Come il padre, il giovane Williamson divenne un avvocato specializzato in trasferimenti di proprietà immobiliari, come la preparazione di atti e contratti di locazione.
Da adulto si impegnò nell'abolizionismo, entrando a far parte della Pennsylvania Abolition Society nel 1842 e venendo eletto segretario nel 1848. La Pennsylvania era stata fondata come Stato libero subito dopo la Guerra d'indipendenza americana; non riconosceva la schiavitù e riteneva che i padroni dovessero rinunciare ai loro diritti di proprietà se portavano gli schiavi in quello Stato. L'abolizionismo, tuttavia, non era sostenuto da tutti ed era controverso.

## Matrimonio e famiglia
Nel 1848, Williamson fu espulso dalla Società degli Amici per il suo abolizionismo radicale e per la mancata partecipazione alle riunioni. Più tardi, nello stesso anno, sposò Mercie Knowles Taylor con una cerimonia quacchera. Insieme ebbero quattro figli: due femmine e due maschi. Il bambino più piccolo fu chiamato Sumner in onore di Charles Sumner, il senatore americano del Massachusetts che aveva appoggiato Williamson nel caso della Johnson. (vedi sotto).

## Abolizionismo
Williamson si unì anche alla Pennsylvania Anti-Slavery Society, un gruppo più radicale fondato nel 1789 con membri di entrambe le razze. Partecipò anche al Comitato di Vigilanza, composto da uomini che aiutavano direttamente gli schiavi fuggitivi e si opponevano alla legge sugli schiavi fuggitivi dopo la sua approvazione nel 1850. Nel 1852 Williamson e la Pennsylvania Anti-Slavery Society aiutarono la difesa degli uomini accusati nella rivolta di Christiana, in cui alcuni neri cercarono di resistere alla cattura di quattro schiavi fuggitivi dal Maryland. Il loro padrone, Edward Gorsuch, fu ucciso e altri uomini bianchi furono feriti nell'incidente. Il giudice degli Stati Uniti per la Corte distrettuale della Pennsylvania, John K. Kane, decise che gli uomini potevano essere processati per tradimento. Sebbene fossero stati incriminati 38 uomini, solo Castner Hanway, un bianco, fu processato. La giuria lo assolse in 15 minuti.

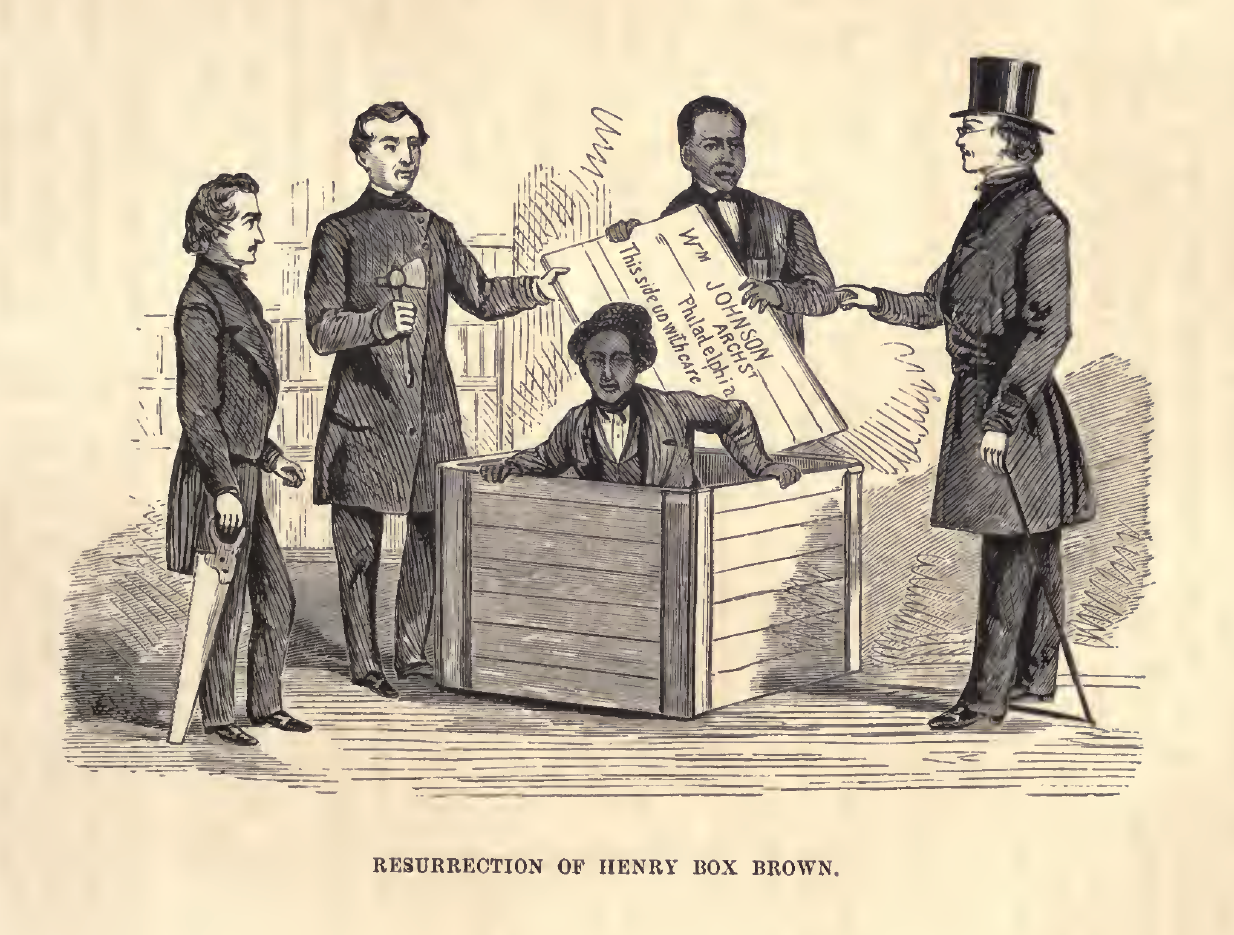
Resurrezione di Henry “Box” Brown, 24 marzo 1849.

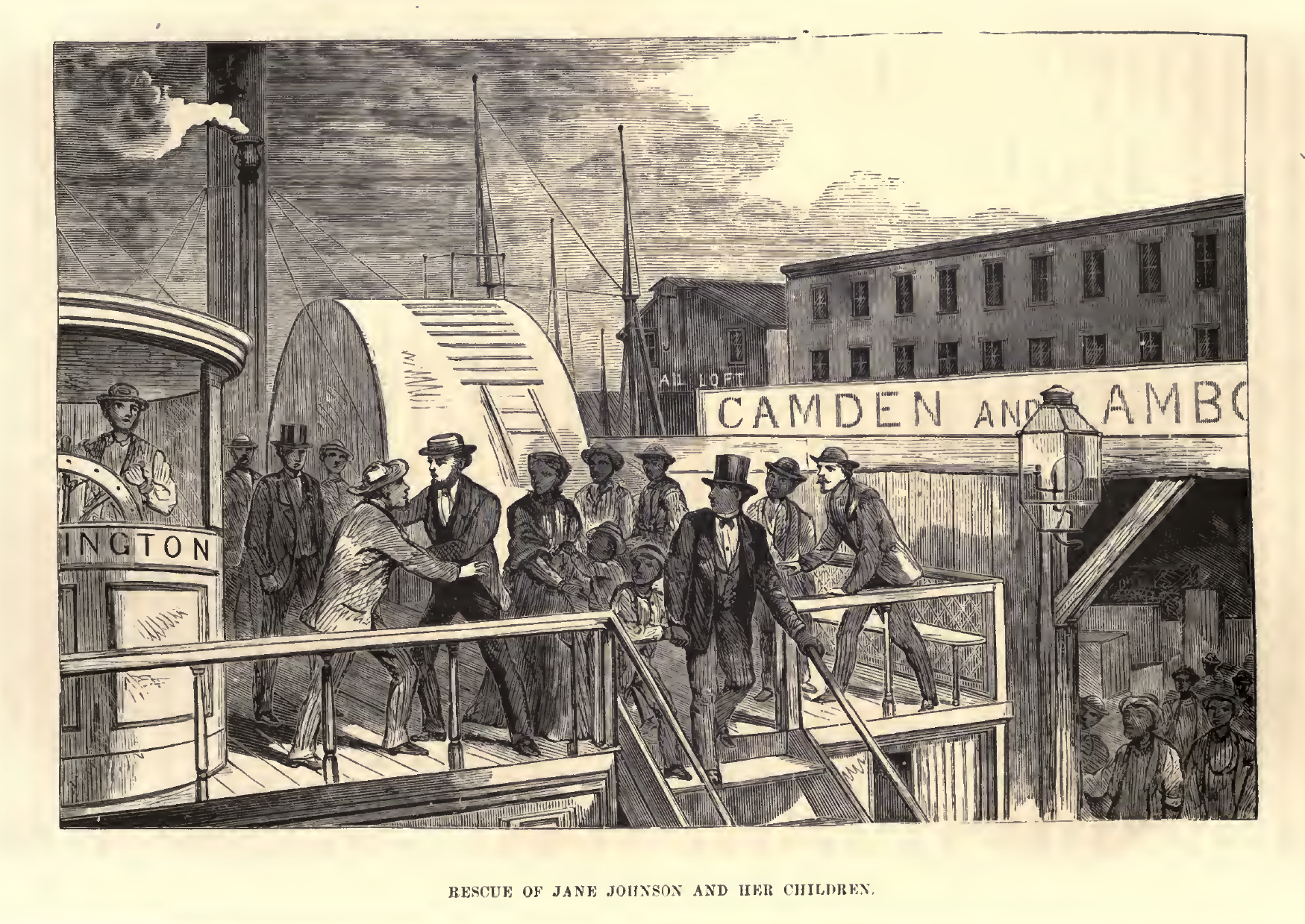
Salvataggio di Jane Johnson e dei suoi figli, 18 luglio 1855.

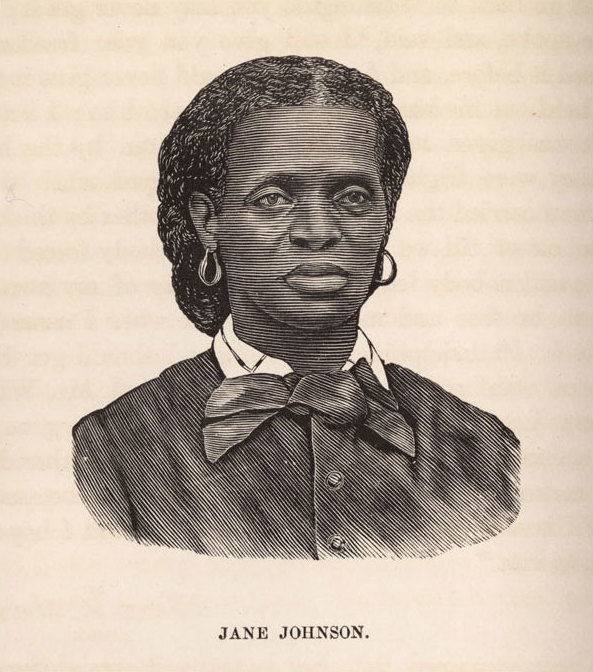
Jane Johnson

### Henry "Box" Brown
Henry Box Brown era uno schiavo impiegato a Richmond, in Virginia. La Pennsylvania Anti-Slavery Society lo aiutò a fuggire per liberarlo. Il 23 marzo 1849, Brown fece in modo di essere rinchiuso in una cassa e spedito tramite un servizio privato di consegna espressa alla sede di Williamson a Filadelfia. Il giorno successivo, Williamson, William Still e altri membri della Società erano presenti quando il reverendo James Miller McKim aprì la cassa.

### Jane Johnson
Williamson aiutò la Jane Johnson e i suoi due figli, Daniel (5-6 anni) e Isaiah (11-12 anni), a emanciparsi dalla schiavitù. Il loro padrone, John Hill Wheeler, era stato nominato Ambasciatore degli Stati Uniti in Nicaragua e lui, la sua famiglia e la sua servitù erano in viaggio da Washington a New York per imbarcarsi su una nave diretta in Sudamerica. Il treno arrivò a Filadelfia la mattina del 18 luglio 1855. Wheeler comprò i biglietti per il piroscafo delle 17:00 per New York e chiuse la Johnson e i suoi figli in una stanza d'albergo mentre la sua famiglia girava per Filadelfia. Un precedente padrone aveva venduto il figlio maggiore della Johnson, che era decisa a liberare se stessa e i suoi figli più piccoli. Attraverso la porta chiusa a chiave, chiese aiuto a un facchino di colore. Questi contattò William Still, membro della Pennsylvania Anti-Slavery Society e presidente del suo comitato di vigilanza.
Still informò Williamson e i due uomini si precipitarono al molo mentre Wheeler, la sua famiglia, la Johnson e i suoi figli stavano salendo sul piroscafo. Williamson informò la Johnson e Wheeler che la legge della Pennsylvania non riconosceva i diritti di proprietà dei proprietari di schiavi e che la Johnson era libera di lasciare Wheeler se lo desiderava. Mentre lei e i suoi due figli si allontanavano con Still, cinque marinai neri aiutarono a trattenere Wheeler, che cercava di fermarla.
Su richiesta di Wheeler il giudice della Corte distrettuale degli Stati Uniti John K. Kane emise un mandato di habeas corpus nei confronti di Williamson affinché presentasse la Johnson e i suoi due figli in tribunale. Still e i cinque marinai neri furono in seguito accusati di rapimento forzato, sommossa e aggressione da Wheeler e processati nell'agosto 1855.

Il giudice John K. Kane accusò Williamson di oltraggio alla corte per non aver rivelato il luogo in cui si trovavano la Johnson e i suoi figli, ma lui letteralmente non lo sapeva, poiché la Johnson non glielo aveva detto: questa era una pratica comune del Comitato di Vigilanza, per proteggere i membri e i fuggitivi. Williamson rispose facendo notare che la Johnson non era legalmente una fuggitiva nelle circostanze del caso, poiché Wheeler l'aveva portata liberamente nello Stato, dove aveva la libertà di decidere se voleva liberarsi dalla schiavitù.

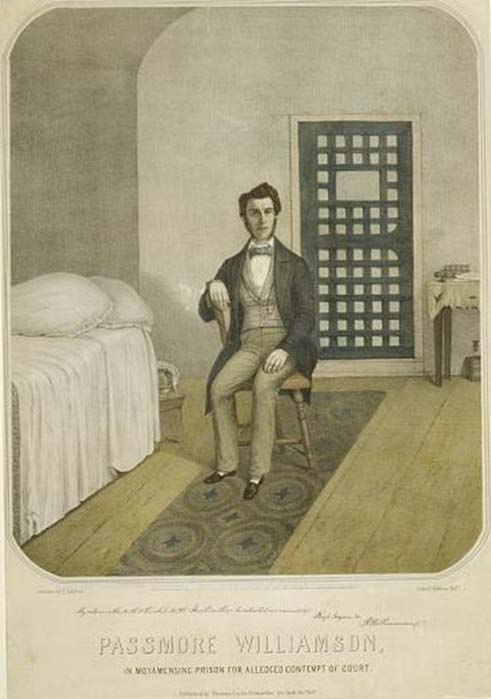
Le litografie di Williamson in prigione furono vendute per raccogliere fondi per la causa abolizionista.

Kane condannò Williamson per violazione della legge sugli schiavi fuggitivi del 1850, che imponeva anche ai cittadini degli Stati liberi di collaborare alla restituzione degli schiavi fuggitivi ai loro proprietari. Aveva respinto una dichiarazione giurata di Jane Johnson, che attestava che non era stata rapita con la forza ma aveva scelto di partire, come “trascurabile e irrilevante”.
Come Williamson, i commentatori hanno notato che la Johnson non poteva essere considerata propriamente una “schiava fuggitiva”, poiché aveva ottenuto la libertà mentre si trovava in Pennsylvania, in conformità con la sua legge. Non aveva raggiunto lo Stato dopo essere sfuggita alla schiavitù, aver violato le leggi del Sud e aver viaggiato verso il Nord. Ciò che molti percepirono come un'espansione della legge sugli schiavi fuggitivi da parte di Kane indignò molte persone. Riconosciuto come democratico, si riteneva che fosse simpatico a Wheeler per i suoi diritti di proprietà e in precedenza aveva avuto scontri con Williamson sulla legge sulla schiavitù.
Williamson scontò 100 giorni tra il 27 luglio e il 3 novembre 1855 nella prigione di Moyamensing. Il suo caso attirò un'ampia copertura mediatica da parte della stampa, in quanto le testate del nord diffusero la storia in tutto il Paese. “Gli amici arredarono comodamente la sua cella”, dove in pratica teneva un tribunale. Durante la detenzione ricevette numerose lettere e diverse centinaia di visite, tra cui gli abolizionisti afroamericani Frederick Douglass e Harriet Tubman, entrambi ex schiavi fuggiti dal Sud. Tali visite sono attestate nel suo libro dei visitatori, conservato dal Chester County History Center. Lucretia Mott notò che la sua prigionia era estremamente utile alla causa e disse che suo padre Thomas Williamson “temeva solo che Passmore uscisse troppo presto di prigione”.
Il 29 agosto 1855, quando Still e i cinque marinai furono processati per le accuse mosse da Wheeler, la Johnson e i suoi figli vivevano a New York. Tornò per il processo, entrando in aula nascosta da un velo. Fece scalpore testimoniando a lungo che Still non l'aveva rapita, né qualcuno degli uomini accusati l'aveva costretta a partire; aveva pianificato da tempo di ottenere la libertà nel Nord, a Filadelfia o a New York, durante questo viaggio. La sua testimonianza confutò l'accusa e ottenne l'assoluzione di Still e di tre degli uomini e la riduzione delle accuse e delle pene per due. Un giornalista disse che erano orgogliosi delle loro azioni e che le avrebbero ripetute.
Protetta da funzionari statali e locali, la Johnson uscì rapidamente dalla città, sfuggendo agli sceriffi federali. Lei e i suoi figli rimasero liberi e si recarono a Boston, dove si stabilirono. La Johnson si sposò presto e lavorò come sarta. Alcuni anni dopo, rimasta vedova, si risposò. Suo figlio Isaiah Johnson prestò servizio in un reggimento del Massachusetts delle Truppe di colore degli Stati Uniti durante la guerra civile americana.
Sostenendo di essere stato imprigionato illegalmente, Williamson aveva presentato un proprio atto di habeas corpus alla Corte Suprema dello Stato, ma gli era stato negato. Fu finalmente liberato il 3 novembre, ma soffrì di alcuni disturbi di salute dovuti al carcere. Fece causa al giudice Kane per detenzione illegale, ma il caso era ancora irrisolto al momento della morte di Kane nel 1858.

## Altre attività
Williamson continuò a impegnarsi nell'abolizionismo e nel servizio pubblico. Ad esempio, sostenne fin dall'inizio il diritto di voto per le donne.
Dopo la morte del padre, nel 1871, Williamson investì parte del suo patrimonio in imprese speculative che non ebbero successo. La sua famiglia si divise sulla questione e le sorelle gli fecero causa. L'esito di questa causa non è noto.
La moglie Mercie morì nel 1878. Dopo la sua morte, avvenuta anni dopo, Williamson fu sepolto accanto a lei e al padre in un cimitero quacchero di Upper Darby Township, Pennsylvania.